# Chalandry-Elaire
Chalandry-Elaire és un municipi francès situat al departament de les Ardenes i a la regió del Gran Est. L'any 2007 tenia 577 habitants.

## Demografia

### Població
El 2007 la població de fet de Chalandry-Elaire era de 577 persones. Hi havia 218 famílies de les quals 36 eren unipersonals (16 homes vivint sols i 20 dones vivint soles), 79 parelles sense fills, 91 parelles amb fills i 12 famílies monoparentals amb fills.
La població ha evolucionat segons el següent gràfic:
Habitants censats

### Habitatges
El 2007 hi havia 231 habitatges, 222 eren l'habitatge principal de la família, 1 era una segona residència i 8 estaven desocupats. 229 eren cases i 2 eren apartaments. Dels 222 habitatges principals, 195 estaven ocupats pels seus propietaris, 26 estaven llogats i ocupats pels llogaters i 1 estava cedit a títol gratuït; 1 tenia dues cambres, 18 en tenien tres, 52 en tenien quatre i 151 en tenien cinc o més. 194 habitatges disposaven pel capbaix d'una plaça de pàrquing. A 76 habitatges hi havia un automòbil i a 137 n'hi havia dos o més.

### Piràmide de població
La piràmide de població per edats i sexe el 2009 era:
| Homes | Edats   | Dones |
| ----- | ------- | ----- |
| 0     | 95 o +  | 0     |
| 0     | 90 a 94 | 4     |
| 0     | 85 a 89 | 4     |
| 0     | 80 a 84 | 0     |
| 8     | 75 a 79 | 8     |
| 12    | 70 a 74 | 16    |
| 8     | 65 a 69 | 4     |
| 4     | 60 a 64 | 16    |
| 0     | 55 a 59 | 12    |
| 20    | 50 a 54 | 12    |
| 12    | 45 a 49 | 16    |
| 36    | 40 a 44 | 20    |
| 28    | 35 a 39 | 44    |
| 20    | 30 a 34 | 20    |
| 8     | 25 a 29 | 8     |
| 0     | 20 a 24 | 0     |
| 24    | 15 a 19 | 12    |
| 40    | 10 a 14 | 24    |
| 24    | 5 a 9   | 12    |
| 12    | 0 a 4   | 8     |

## Economia
El 2007 la població en edat de treballar era de 405 persones, 290 eren actives i 115 eren inactives. De les 290 persones actives 272 estaven ocupades (142 homes i 130 dones) i 18 estaven aturades (9 homes i 9 dones). De les 115 persones inactives 42 estaven jubilades, 46 estaven estudiant i 27 estaven classificades com a «altres inactius».

### Ingressos
El 2009 a Chalandry-Elaire hi havia 221 unitats fiscals que integraven 600,5 persones, la mediana anual d'ingressos fiscals per persona era de 20.721 €.

### Activitats econòmiques
Dels 6 establiments que hi havia el 2007, 1 era d'una empresa extractiva, 1 d'una empresa de fabricació d'altres productes industrials, 3 d'empreses de construcció i 1 d'una entitat de l'administració pública.
Dels 3 establiments de servei als particulars que hi havia el 2009, 1 era un guixaire pintor, 1 lampisteria i 1 electricista.
L'any 2000 a Chalandry-Elaire hi havia 4 explotacions agrícoles.

## Equipaments sanitaris i escolars
El 2009 hi havia una escola elemental integrada dins d'un grup escolar amb les comunes properes formant una escola dispersa.

## Poblacions més properes
El següent diagrama mostra les poblacions més properes.